# Anglosaske mjere
Anglosaske mjere je zbirni naziv za mjere koje su se upotrebljavale ili se još uvijek upotrebljavaju na području bivšega Britanskoga Carstva i njegova područja utjecaja. Pod ovim nazivom se podrazumijevaju mjere i jedinice koje su određene u  Imperijalnom sustavu mjera  1824. godine (smanjenom i redefiniranom 1879.), jedinica u Uobičajenom američkom sustavu mjera (koji se još naziva i Engleski sustav), te Avoirdupois mjera. Imperijalni sustav mjera se još naziva i stopa-funta-sekunda sustav po njihovim mjerama za duljinu, masu i vrijeme.
Usporedba Imperijalna i Američkoga sustava mjera nije potpuno određena. Većina mjera za duljinu imaju isti naziv, iako su ponekad  različito određene. Mjere za obujam razlikuju se najviše zbog uvođenja imperijalnoga galona. Avoirdupois mjere su samo mjere za masu, ima dodatak long i short za tonu i stoti dio.

## Poveznice
- Imperijalni sustav mjera
- Američki sustav mjera
- Avoirdupois sustav mjera
- SI sustav